# Basse-Terre (île en Guadeloupe)
Pour les articles homonymes, voir Basse-Terre (homonymie).
L'île de Basse-Terre, ou la Basse-Terre, est une île des Petites Antilles. Il s'agit d'une île volcanique et montagneuse au climat tropical.
Elle est la plus grande des îles composant l'archipel de la Guadeloupe, et constitue l'aile ouest du « papillon » que forment les deux principales îles de l'archipel, l'aile « est » étant la Grande-Terre, les deux étant séparées par un étroit bras de mer, appelé « la Rivière Salée ».

## Géographie
Avec le massif montagneux le plus élevé des Petites Antilles, la Basse-Terre ne doit pas sa toponymie actuelle à son relief mais au langage adopté dans la marine qui voulait que soient appelées « terres basses ou d'en bas », les terres de la côte sous-le-vent.
D'une superficie de 848 km2, l’île correspond aussi à l’arrondissement français du même nom : l’arrondissement de Basse-Terre qui a pour chef-lieu Basse-Terre, ville qui est aussi la préfecture du département d'outre-mer constitué par la Guadeloupe.
Le centre de l’île, montagneux, est l’un des parcs nationaux de France : le parc national de la Guadeloupe. Elle est parcourue du nord au sud par le sentier de grande randonnée G1.
L'île de Basse-Terre possède sur son territoire le volcan de la Soufrière, surnommée aussi la vieille Dame, point culminant des Petites Antilles. Elle regorge de cascades, rivières et cours d'eau, sources thermales, plages de sable doré ou noir et une forêt tropicale humide recouvrant son massif montagneux.

## Histoire
Son nom caraïbe est Karukéra, littéralement « l’île aux belles eaux ».

Durant son second voyage en 1493, c'est lors de son arrivée sur la Basse-Terre, au lieu-dit Sainte-Marie de Capesterre-Belle-Eau, que Christophe Colomb dénomma l'ensemble de l'île « Santa Maria de Guadalupe de Estremadura » d'après le nom du monastère royal de Santa María de Guadalupe.

L'Isle de la Guadeloupe, F. Blondel, 1667
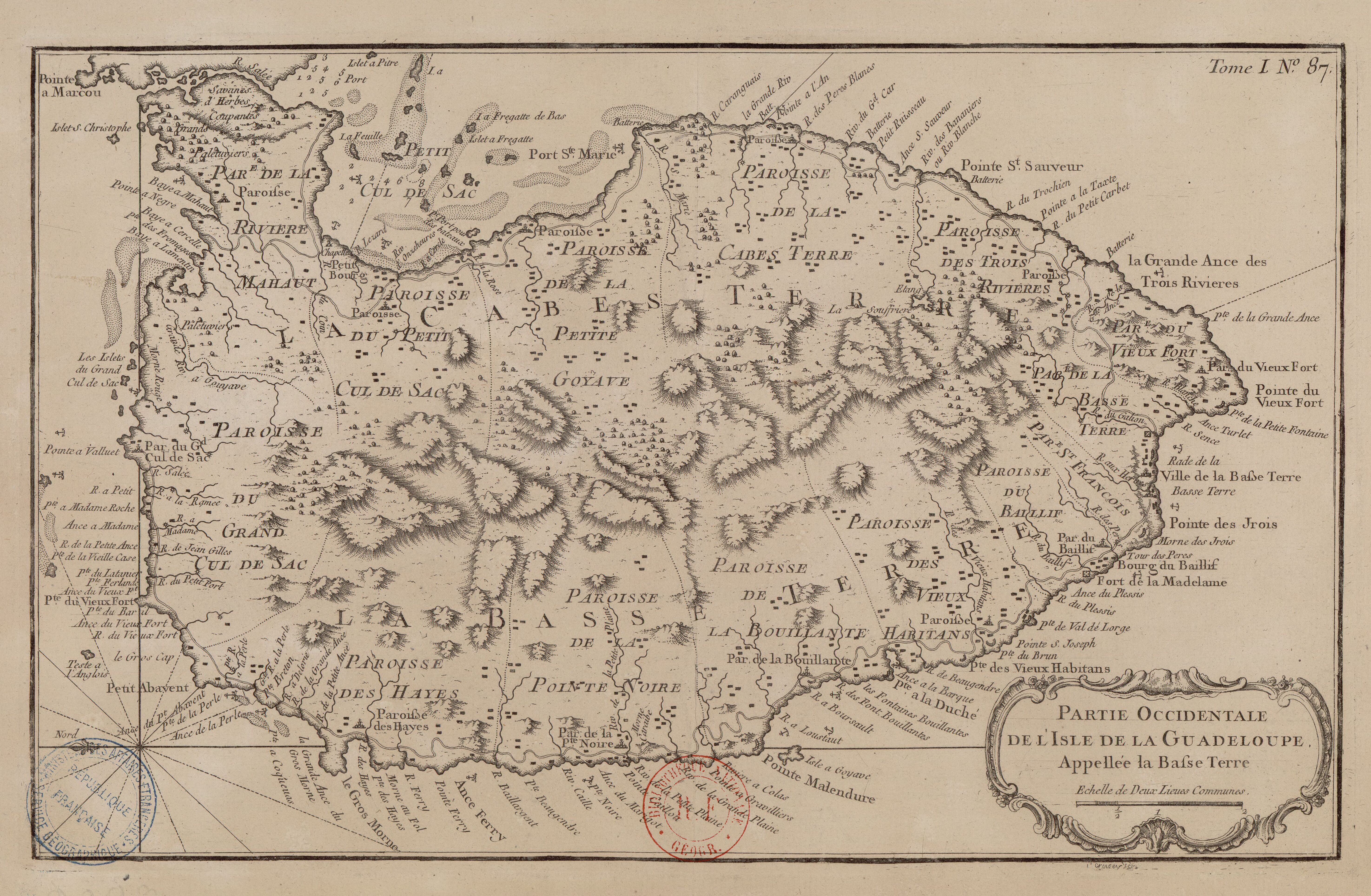
Carte de la Guadeloupe (île de Basse-Terre), 1764, J-N. Bellin.

## Liste des villes de la Basse-Terre
| Rang | Villes               | Pop. (2006) | Superficie (km²) | Densité |
| ---- | -------------------- | ----------- | ---------------- | ------- |
| 1    | Baie-Mahault - PTP   | 27 906      | 46,02            | 606     |
| 2    | Petit-Bourg          | 21 153      | 130,88           | 162     |
| 3    | Sainte-Rose          | 19 989      | 119,65           | 167     |
| 4    | Capesterre-Belle-Eau | 19 610      | 104,31           | 188     |
| 5    | Lamentin             | 15 738      | 65,63            | 240     |
| 6    | Basse-Terre - BTR    | 12 834      | 5,78             | 2 220   |
| 7    | Saint-Claude - BTR   | 10 502      | 34,27            | 306     |
| 8    | Trois-Rivières       | 8 864       | 31,22            | 284     |
| 9    | Gourbeyre - BTR      | 8 033       | 23,52            | 342     |
| 10   | Vieux-Habitants      | 7 675       | 58,70            | 131     |
| 11   | Goyave               | 7 575       | 60,91            | 124     |
| 12   | Bouillante           | 7 511       | 43,46            | 173     |
| 13   | Pointe-Noire         | 7 149       | 59,71            | 120     |
| 14   | Baillif - BTR        | 6 086       | 24,37            | 250     |
| 15   | Deshaies             | 4 287       | 32,15            | 133     |
| 16   | Vieux-Fort           | 1 749       | 7,24             | 242     |

## Environnement
L'île de Basse-Terre abrite encore quelques paysages à haut degré de naturalité et biocénoses typiques des milieux originels de la Caraïbe, en altitude, et le long de quelques cours d'eau, mais la pression anthropique ne cesse de croître.
Le milieu sous-marin est resté mal étudié jusque dans les années 1970, mais depuis trente ans, une centaine d'études du milieu marin guadeloupéen a montré qu'il abritait une grande richesse écologique, mais en voie rapide et accélérée de dégradation. Des biocénoses très différentiées colonisent naturellement les rivages et fonds marins jusqu'à - 30 m environ ; selon qu'ils sont durs, détritiques ou meubles et selon leur profondeur. Ces habitats ont aussi des caractéristiques modelées par leur exposition au vent, vagues, courant, soleil, et par l'inclinaison du plateau continental.
Les principales biocénoses et habitats sont :
- les mangroves, à palétuvier rouge (Rhizophora mangle) souvent dégradées ou disparues à proximité des zones urbanisées et/ou agricoles ;
- les récifs bioconstruits ;
- les fonds rocheux couverts de coraux (mais non bioconstruits), qui dans les Petites Antilles sont généralement encore plus riches en biodiversité que sur les côtes américaines atlantiques ;
- les fonds détritiques, qui accueillent des spongiaires, gorgonaires, anthipataires, hydraires, etc. ;
- les vases et/ou galets réputés de moindre intérêt écologique (peuplements de gorgonaires), mais assez peu étudiés, sauf sous les mangroves ;
- Les herbiers sous-marins de phanérogames, qui en Guadeloupe couvrent normalement les fonds sédimentaires des lagons ou baies sableuses non pollués. Ces herbiers associent souvent deux phanérogames :  Thalassia testudinum qui pousse de 0 à 10 m de fond, formant de véritables prairies sous-marines, grasses et denses, abritant un grand nombre d'espèces. On trouve aussi Syringodium filiforme qui évoque les herbiers européens de posidonies, formant des prairies aux feuilles plus fines et clairsemées, mais poussant bien plus profondément (jusqu'à 30 m de fond) grâce à la clarté des eaux caribéennes. Syringodium filiforme est plus résistante aux pollutions et impacts des activités humaines, mais présente une biomasse très inférieure à surface égale. Des Halophila et Halodules colonisent normalement les estuaires là où l'eau est saumâtre). Par mer calme, les herbiers sont clairement visibles du ciel jusqu'à 20 m de profondeur. Thalassia testudinum est considérée comme le meilleur bioindicateur et l'état climacique de l'herbier guadeloupéen.

Les herbiers sont moins médiatisés que les coraux, mais ils sont un habitat essentiel, irremplaçable nurserie pour de nombreuses espèces dont d'oursins commercialisés (Tripneustes ventricosus), de Strombus ( Strombus gigas, ou « Lombi », bien connu des touristes, mais en régression).
À 50-60 m de fond et jusqu'aux tombants (bord du plateau continental), les coraux cèdent la place aux associations d'espèces plus adaptées aux fonds meubles et/ou détritiques (vers marins, holothuries..). Au-delà est le domaine moins connu des espèces des profondeurs, présentes à faible densité dans les eaux très noires et oligotrophes.
Les activités humaines sont devenues l'un des déterminants de la qualité, voire de la survie des biocénoses sous-marines, surtout celles qui sont proches des communes, des estuaires, des bananeraies et culture de canne à sucre et des zones de pêche ou de débarquement du poisson. Elles sont les plus exposées aux rejets anthropiques en mer et à l'exploitation de la mer par l'homme. Elles sont dans toute la caraïbe et notamment en Guadeloupe aujourd'hui toutes dégradées, et pour les coraux ; marquées à plus de 50 % par l'apparition de nécroses, le blanchiment, la mort de coraux. Le recul des herbiers et/ou l'envasement et/ou l'apparition de macro-algues molles sur ces fonds est également jugé préoccupant par les experts.
Le littoral atlantique de basse-terre abrite des formations bioconstruites frangeantes, presque toutes d'origine corallienne (de Pointe-à-Pitre à Capesterre-Belle-Eau). La côte caraïbe de la Basse-Terre, pour des raisons probables d'exposition (vent-courant) ne possède pas de tels récifs, mais des fonds rocheux supportant d'autres communautés coralliennes dont la biodiversité est encore plus élevée, en particulier près de la Pointe Lézarde et des îlets Pigeon (région de Bouillante).
Dans les années 1980-1990, on comptait 5 591 hectares de peuplements coralliens (au sens large du terme), dont 604 hectares bioconstruits. Ces zones d'importance écologique majeure sont réputées sensibles au risque climatique et à l'acidification des océans, mais à court terme ce sont la pollution, l'eutrophisation et l'hypersédimentation qui les menacent ou les tuent. Les évaluations récentes (des DIREN Guadeloupe et Martinique, du Laboratoire de biologie marine de l'Université des Antilles et de la Guyane, de l'Observatoire du milieu marin de Fort-de-France, dans le cadre du programme Ifrecor (Initiative française pour les récifs coralliens) montrent par exemple que 67 % des herbiers de Thalassia et 76 % des biocénoses coralliennes sont dégradés ou très dégradés dans le Petit Cul-de-Sac marin de la Basse-terre. Autour de la Basse-terre, 39 % des zones coralliennes étaient dégradées ou très dégradées, surtout face à l'embouchure de la Petite Rivière à Goyave, où le herbiers sont également très dégradés, alors que la zone corallienne la mieux conservée est à l'opposé sur le récif de la Caye à Dupont. Certaines zones comme le Petit-Bourg sont envasées, mais conservaient de beaux herbiers en bonne santé (sur 128,5 hectares).
Pour le sud de la côte au vent, et la côte sous le vent, il ne reste plus aucune zone où l'on a pu retrouver des biocénoses en très bonne santé ; la moitié des peuplements coralliens sont dégradés, six communes sur dix sont plus gravement touchées. Les zones les plus dégradées sont celles de Deshaies, Pointe-Noire, Bouillante-Nord (les biocénoses sont en meilleure santé, sans être optimale au sud de la commune) et Vieux-Habitants. La situation étant la pire à Baillif et Basse-Terre et Gourbeyre. Les îlets Pigeon (en face de Malendure, à Bouillante) ou le site de Trois-Rivières conservent des habitats sous-marins remarquables, mais toujours soumis à risques de pollution et dégradation.
Origine des dégradations : selon un rapport de la DDE (Seguin, 1994), les principales sources de pollution sont les distilleries (83 % de la DBO exportée en mer, soit 400 000 équivalents-habitants, avec un taux de traitement pire que pour les habitants (seul 1/3 des effluents serait - partiellement - traité, hormis pour une distillerie ayant installé une unité de méthanisation), élevages industriels ou semi-industriels (porc, volailles, qui seraient responsables de plus de 99 % des nitrates et phosphores) et les abattoirs (dont celui de Baillif), responsables de 79 % des graisses rejetées dans la nature.
Les stations d'épuration, dont plus de 50 % dysfonctionnaient, et probablement les mini-stations ou micro-stations défaillantes ; les rejets directs d'effluents industriels et d'eaux usées ou d'eau de ruissellement urbain en mer, les carrières (matières en suspension) et divers autres pollutions classiques par les garages, particuliers, agriculteurs/pesticides-engrais, décharges, etc., ce à quoi il faut ajouter la pression de pêche et l'impact des antifoulings et ancres des bateaux et rejets directs de matière organique (déchets de poissons, excréments, appâts non consommés, etc). Les zones les plus à risque au regard de la pollution sont Petit-Bourg,qui abrite les récifs les plus importants du Petit Cul-de-sac marin, Capesterre-Belle-Eau dont les récifs littoraux sont menacés, Trois-Rivières où les coraux sont déjà dégradés, Bouillante (deux décharges sauvages, et importante flottille de pêche), Pointe-Noire (deux décharges sauvages, et nombreux rejets d'eau usées ou de ruissellement urbain en mer 
 (Diagnostic écologique et des pressions anthropiques)] 
L'Initiative française pour les récifs coralliens (Ifrecor) a permis d'affiner le diagnostic mais a eu peu d'impacts concrets encore, et le SMVM (Schéma de mise en valeur de la mer) en cours prévoit l'extension de six ports existants, et la création de plusieurs nouveaux ports polyvalents (Bouillante, Deshaies) et d'un port de pêche, au lieu-dit de Bananier à Capesterre-Belle-Eau) est également prévue.

## Galerie

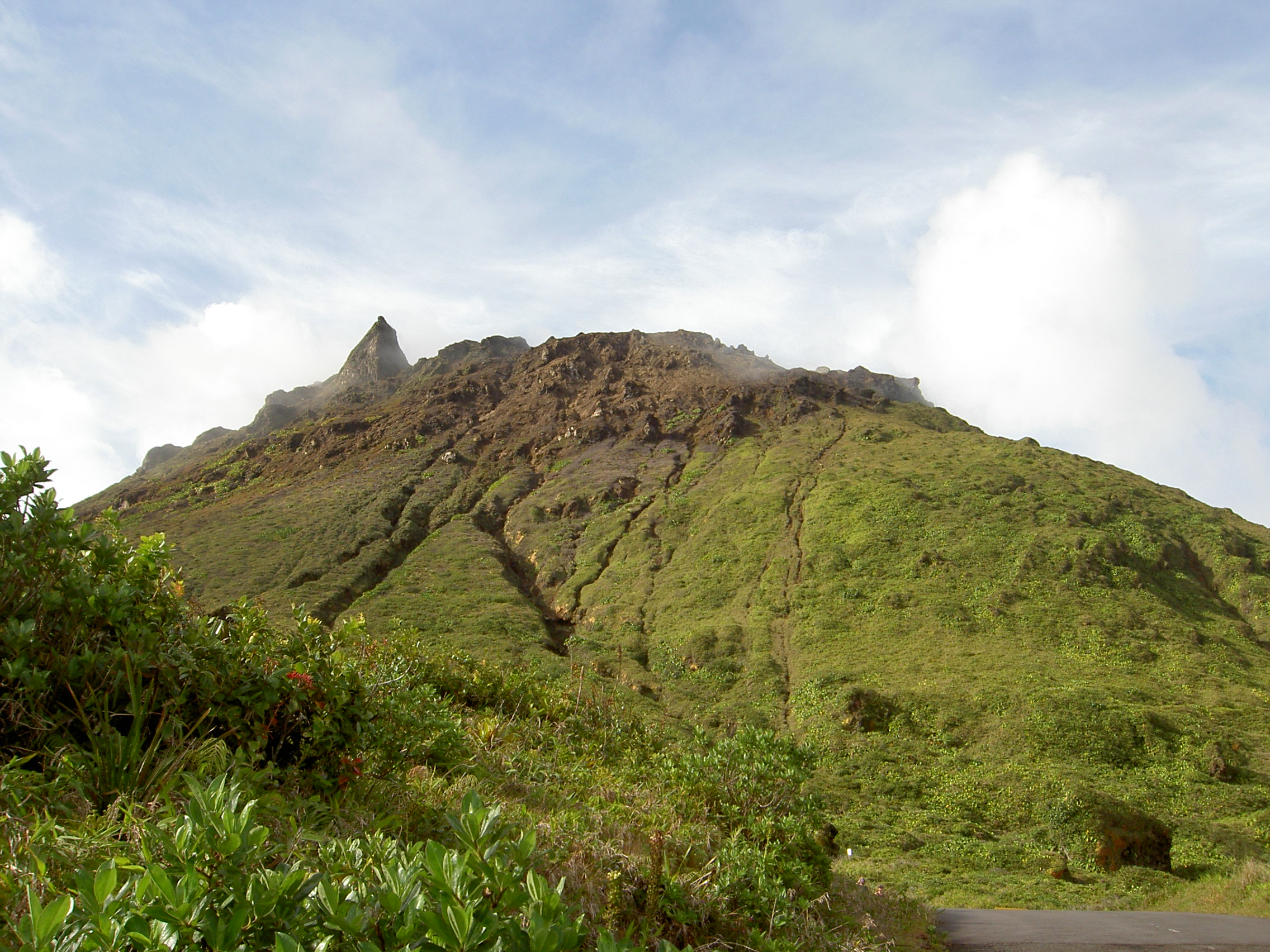
Le volcan de la Soufrière.
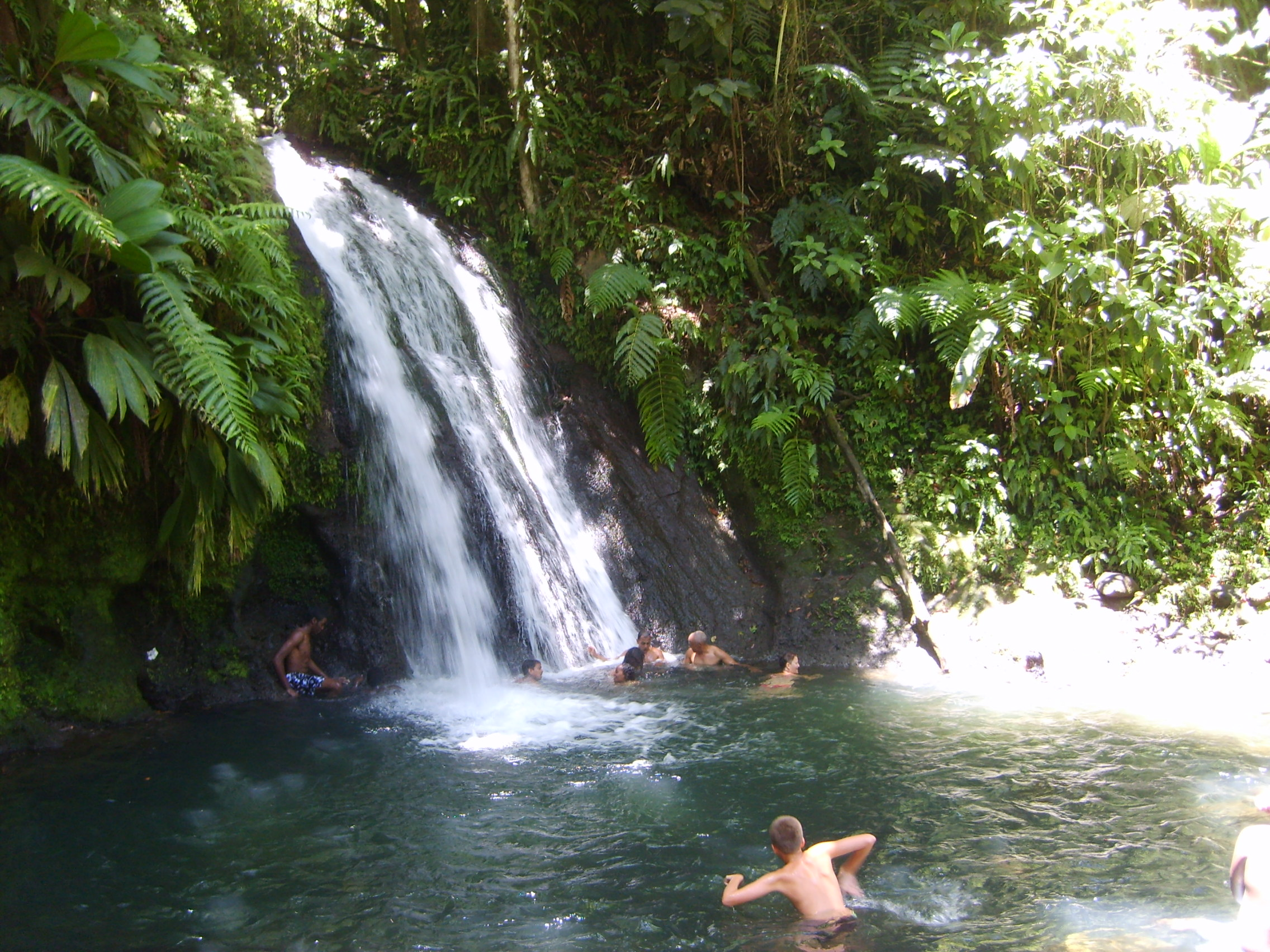
La Basse-Terre regorge de rivières et cascades.
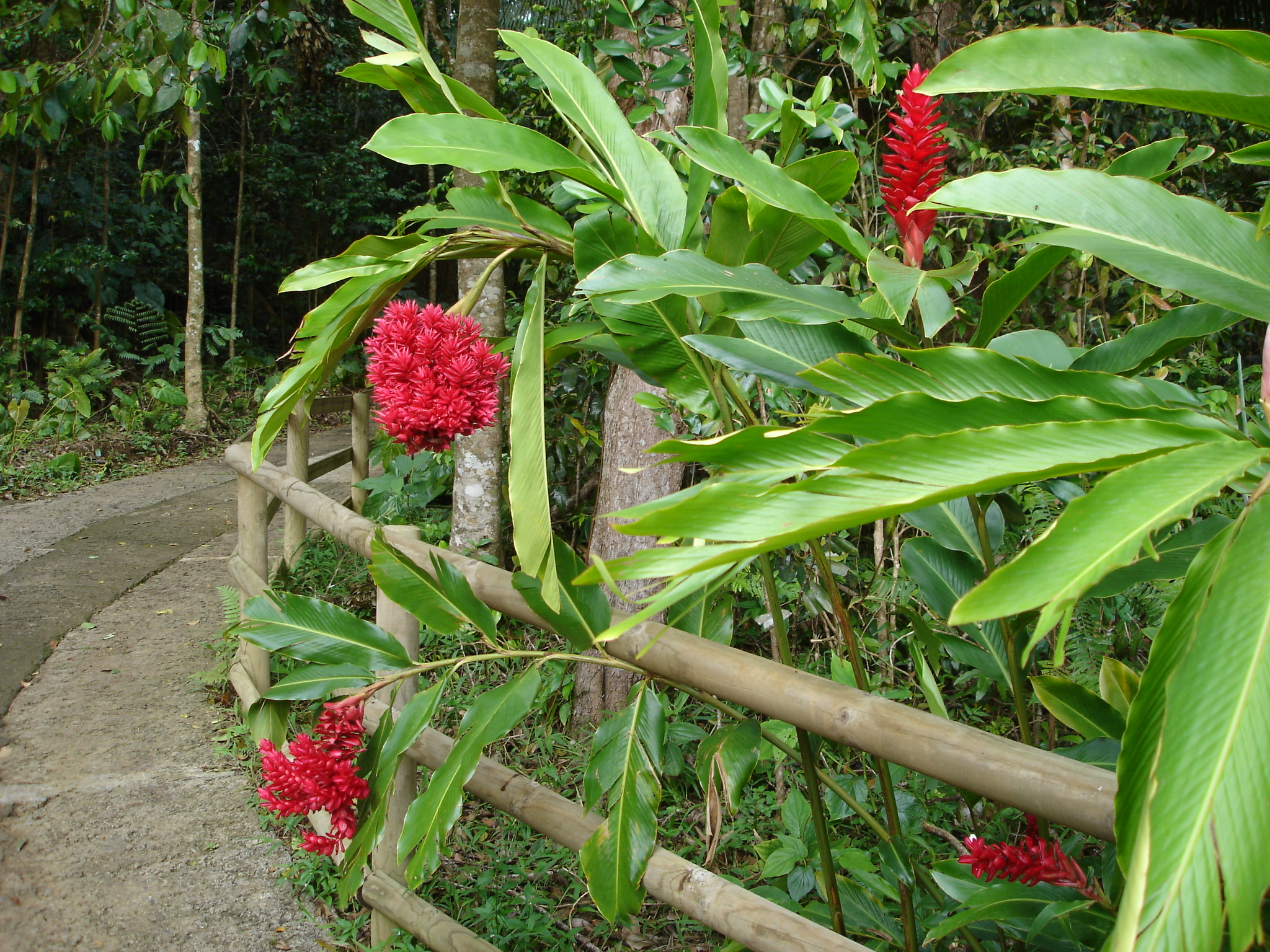
L'île dévoile une flore exubérante.
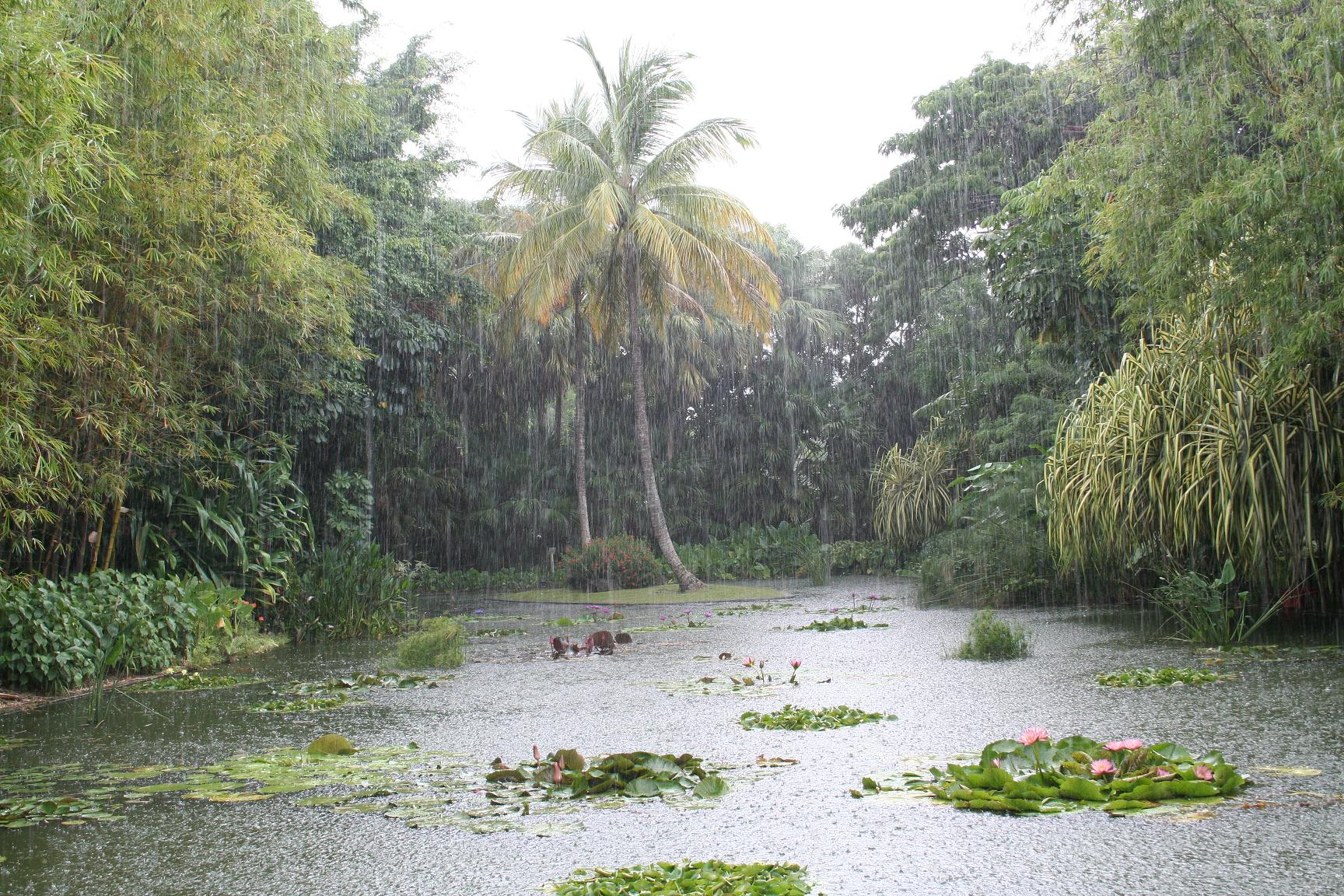
Le jardin botanique de Deshaies, sous la pluie.